# Zucchero esoso
Uno zucchero esoso, o più semplicemente un esoso, è un glucide monosaccaride composto da sei atomi di carbonio, avente formula chimica C6H12O6. Gli esosi rappresentano la categoria di monosaccaridi più comuni in natura. Gli esosi sono classificati attraverso i gruppi funzionali che presentano. Si distinguono così 16 aldoesosi (8 coppie di enantiomeri), che presentano una aldeide in posizione 1, ed 8 chetoesosi (4 coppie di enantiomeri) con un chetone in posizione 2.
Alcune molecole come il D-altrosio fra gli aldoesosi e il D-allulosio fra i chetosi, non esistono in natura e sono state sintetizzate dai chimici in laboratorio.

## Aldoesosi
Gli aldoesosi presentano quattro centri chirali, che generano un numero totale di 16 possibili stereoisomeri (24). Di questi, solo tre sono effettivamente presenti in natura:D-glucosio, D-galattosio, e D-mannosio. La configurazione D/L è legata all'orientamento dell'ossidrile in posizione 5 e non si riferisce alla direzione relativa all'attività ottica della molecola analizzata.
Gli otto D-aldoesosi sono:
```
   CH=O           CH=O          CH=O            CH=O
   |              |             |               |
  HC-OH        HO-CH           HC-OH         HO-CH
   |              |             |               |
  HC-OH          HC-OH       HO-CH           HO-CH
   |              |             |               |
  HC-OH          HC-OH         HC-OH           HC-OH
   |              |             |               |
  HC-OH          HC-OH         HC-OH           HC-OH
   |              |             |               |
   CH
2
OH          CH
2
OH         CH
2
OH           CH
2
OH 
 
D
-
Allosio
     
D
-
Altrosio
    
D
-
Glucosio
       
D
-
Mannosio
```

```
   CH=O         CH=O            CH=O            CH=O
   |            |               |               |
  HC-OH      HO-CH             HC-OH         HO-CH
   |            |               |               |
  HC-OH        HC-OH         HO-CH           HO-CH
   |            |               |               |
HO-CH        HO-CH           HO-CH           HO-CH
   |            |               |               |
  HC-OH        HC-OH           HC-OH           HC-OH
   |            |               |               |
   CH
2
OH        CH
2
OH           CH
2
OH           CH
2
OH 
 
D
-
Gulosio
    
D
-
Idosio
        
D
-
Galattosio
    
D
-
Talosio
```

Un espediente mnemonico spesso utilizzato nei paesi anglosassoni per ricordare gli otto aldoesosi è il seguente: "all altruists gladly make gum in gallon tanks".

## Chetoesosi
I chetoesosi hanno tre centri chirali e, di conseguenza, otto possibili stereoisomeri (23). Di essi, solo i quattro isomeri D sono presenti in natura
```
  CH
2
OH        CH
2
OH         CH
2
OH        CH
2
OH 
  |            |             |            |
  C=O          C=O           C=O          C=O
  |            |             |            |
 HC-OH      HO-CH           HC-OH      HO-CH
  |            |             |            |
 HC-OH        HC-OH       HO-CH        HO-CH
  |            |             |            |
 HC-OH        HC-OH         HC-OH        HC-OH
  |            |             |            |
  CH
2
OH        CH
2
OH         CH
2
OH        CH
2
OH 

D
-
Psicosio
   
D
-
Fruttosio
   
D
-
Sorbosio
   
D
-
Tagatosio
```

Tutti e solo gli esosi presenti in natura possono essere fermentati da lieviti come Saccharomyces cerevisiae.

## Mutarotazione
Le aldeidi o i chetoni presenti all'interno di queste molecole sono in grado di reagire con i vicini gruppi ossidrile, formando rispettivamente semiacetali e semichetali intramolecolari. La struttura che ne risulta, ad anello, è simile al pirano, motivo per cui viene chiamata piranosio. L'anello è in grado di aprirsi e chiudersi spontaneamente, permettendo la rotazione attorno al legame tra il carbonile ed il carbonio adiacente. Questo fenomeno, noto come mutarotazione, permette la presenza di due configurazioni distinte di piranosio, note come α e β. Gli zuccheri esosi possono formare agevolmente diesosi attraverso una condensazione, che forma un legame 1,6-glicosidico.